# エリガボ
エリガボ、エリガヴォ（Erigavo, Erigabo, ソマリ語: Ceerigaabo、アラビア語: ايرجافو）はソマリアのサナーグ州の行政中心都市。住民はダロッド氏族の支族ワルサンガリが多い:38,。
現在はソマリアから独立宣言したソマリランドが実効支配している。

## 概要

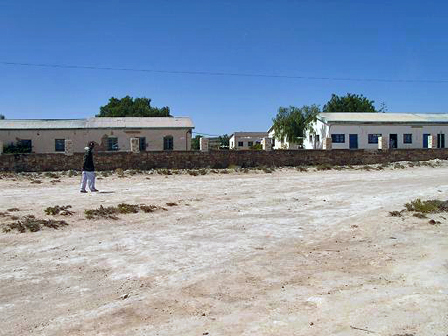
エリガボの道

エリガボは比較的大きな町であるが、近隣の町と繋がる道路は良くない。昔は急斜面上にラクダが通る細い道があるのみだった。現在の道路は第二次世界大戦中、イギリス軍がイタリア兵の捕虜を使って作らせた物である。
エリガボには固定電話、携帯電話のいずれもあり、住民のほとんどはこれを使用できる環境にある。業者もGolis ,Telesom, Telcom, Wayrah Telecom, STC Somalilandなど数多い。
空港コードERAのエリガボ空港がある。
エリガボには技術系の科目を教えるサナーグ大学がある。設立は2009年2月。

## 生活
牧畜が主要産業である。ヤギ、ヒツジ、ラクダなどを遊牧している。ソマリア国外からの送金も主要な収入源となっている。また、この地より昔から乳香などが出荷されている。

## 歴史
エリガボは古くからソマリ族のワルサンガリ氏族が住んでおり、イギリスに支配されるまではワルサンガリ・スルタン国の一部だった。ただしワルサンガリ・スルタン国の中心都市は海岸沿いのラス・コレーである。
エリガボはイギリス領ソマリランドの中で、ベルベラ、ブラオと共に高校を持っている3都市の一つだった:128。1945年の調査によると、エリガボに設けられたレストランの数は4であり、ハルゲイサの66、ベルベラの32、ゼイラの9、ボラマの6、ブラオの32と比べた町の規模を察することができる。1950年代、ダロッド氏族の支族ダルバハンテとイサック氏族の支族ハバー・トルジャロが、このエリガボやブラオ、ラス・アノドといった都市で争いを起こしており:247、プントランドとソマリランドの争いの元はこの時にすでに生じている。
ソマリア内戦の開始早々、ソマリア北西部に住む氏族イサックが軍閥ソマリ国民運動を作り、ハルゲイサ、ベルベラ、ブラオと共にエリガボを拠点として押さえている:130。ソマリ国民運動の勢力範囲の東端がエリガボの辺りであり、それが1991年に独立宣言したソマリランドの実効勢力範囲にもなった:226。2009年にはソマリランドの治安部隊がエリガボでハイジャック犯を逮捕している。2010年にサナーグ地区で行われたソマリランドの選挙管理委員会が、プントランドから来た役人に追い出されるという事件も起きている。

## 周辺
エリガボの北には東西方向にカルマドー山脈が横たわり、北東にはソマリア最高峰で標高2,416メートルのシンビリス山がある。
エリガボはソマリア国内では1980年代にアフリカノロバが観察された唯一の場所である:3。周囲には野生動物も多く、セグロジャッカル、ドルカスガゼル、マントヒヒ、イノシシ、コビトマングース、アオハシコウ、カンムリクロクマタカ、シカレイヨウなどが見られる。

## 出身人物
- アブドゥラヒ・アフメド・ジャマ（英語版） - プントランドの内政長官。